# Boa Vista (ostrov)
Boa Vista (v překladu pěkná vyhlídka) je třetí největší ostrov Kapverd. Patří do severní skupiny ostrovů, které se nazývají návětrné (Barlavento). Ostrov je 31 kilometrů dlouhý a 29 kilometrů široký. Nejvyšším bodem ostrova je vrchol Monte Estância s nadmořskou výškou 387 metrů.
Ostrov, označovaný jako „perla“ Kapverd, je převážně pustý, pokrytý kamenitou pouští a minimem vegetace a z velké části neosídlený. Boa Vista je proslulá svými více než 55 kilometry nádherných bílých písečných pláží, mezi nimiž vyniká pláž Santa Mónica. Tato oceňovaná pláž s jemným „papírově bílým“ pískem patří mezi nejkrásnější na světě. Mezi hlavní atrakce Boa Visty patří poušť Deserto de Viana s písečnými dunami vhodnými pro čtyřkolky a sandboarding, vrak lodi Cabo Santa Maria u severozápadního pobřeží a městečko Sal Rei. Přibližně 37 % ostrova Boa Vista je chráněno jako přírodní rezervace. Ostrov zahrnuje 14 chráněných oblastí, včetně pláží, které slouží jako důležitá hnízdiště karety obrovské a domov mnoha druhů ptáků.

## Ekonomika
Na ostrově je mezinárodní letiště Aeroporto Internacional Aristides Pereira (IATA: BVC, ICAO: GVBA). Po jeho celkové přestavbě a prodloužení jeho vzletové a přistávací dráhy v roce 2007 se stal ostrov dalším z cílů turistického ruchu země. Dopravu na ostrově zlepšila nová dálnice, postavena 2021, spojující mezinárodní letiště Aristida Pereiry na severozápadě s jižním pobřežím. Cesta trvá přibližně 35 minut a poskytuje snadný přístup k hlavním atrakcím a lokalitám na ostrově.
Ostrovy Boa Vista a Sal zajišťují 70 % všech mezinárodních příletů a v roce 2023 přivítaly více než 80 % návštěvníků. Nejvíce turistů na Boa Vistě pochází z Velké Británie (46 %), Německa (16 %) a Belgie/Nizozemska (16 %), přičemž zájem roste i ve střední Evropě.

## Geografie

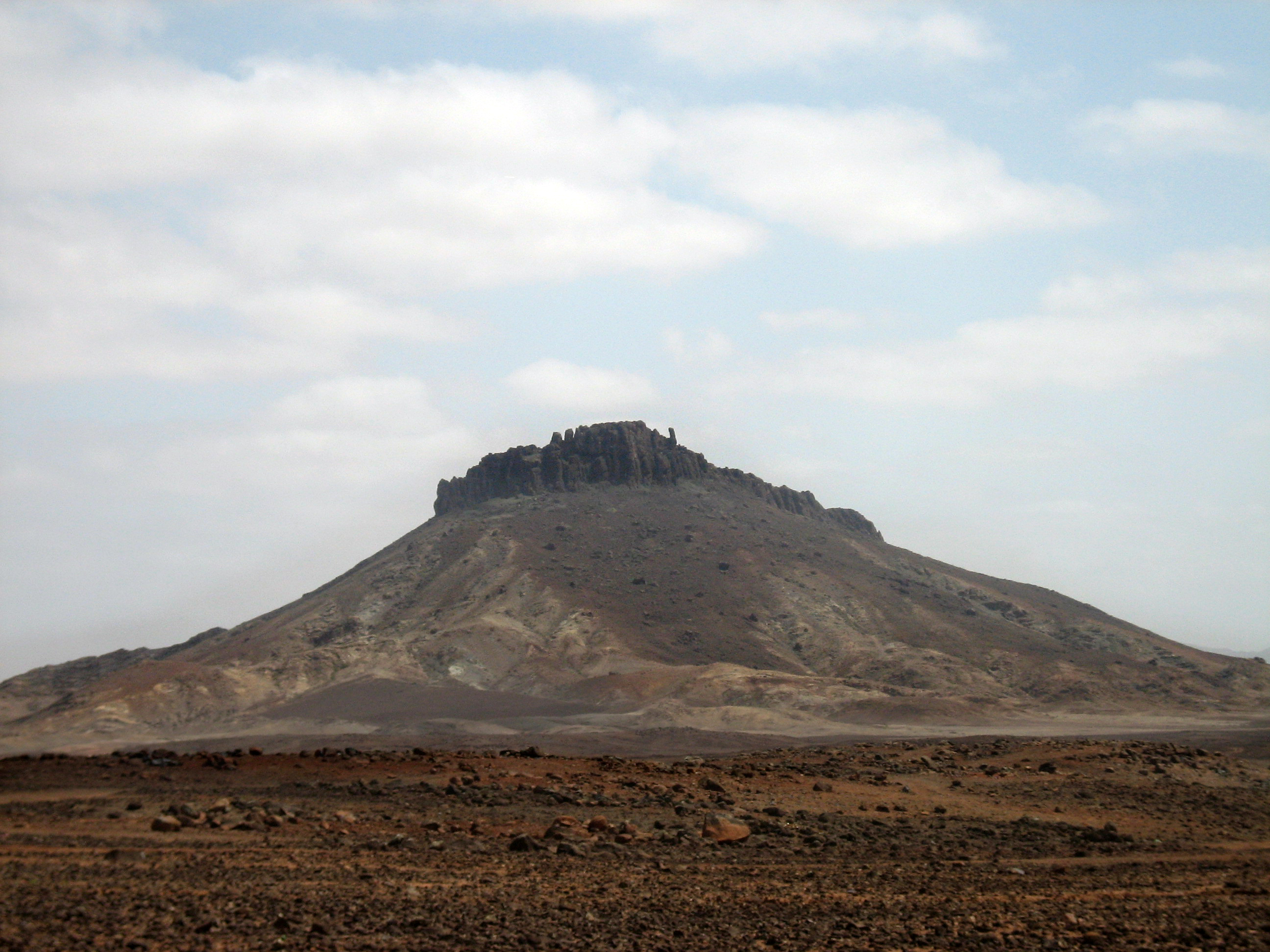
Pozůstatek starého magmatického komína: hora Santo António

Boa Vista je nejjižnějším ostrovem skupiny ostrovů Barlavento a zároveň nejvýchodnějším ostrovem Kapverd. Leží jižně od ostrova Sal a severně od ostrova Maio, od nejzápadnějšího bodu afrického kontinentu, Zeleného mysu (Cabo Verde), podle kterého dostaly celé Kapverdy jméno, jej dělí 455 kilometrů.
Hlavním městem ostrova je přístav Sal Rei, ležící na jeho severozápadě. V roce 2004 zde žilo 2700 lidí, podle sčítání v roce 2010 se počet obyvatel zvětšil na 5770.
Ve vnitrozemí se z vápencové plošiny zdvihá několik erodovaných vulkanických komínů, jinak je ostrov téměř plochý. Většina plochy 620 km² je pokryta pouští. Háje datlových palem se zde střídají s dunami, kamennou pouští, pyroklastickou sutí a širokými štěrkovými poli, provazci ztuhlé lávy a tmavým prachem.
Nejvyšším bodem je Monte Estância (387 m n. m.) na jihovýchodě, dalšími výraznými vrcholy jsou Santo António a Monte Negro.
Vlivem suchého podnebí a neustále vanoucího severovýchodního větru dochází na ostrově, stejně jako na ostatních, k rozsáhlé erozi půdy. Zalesňovací kampaň po vyhlášení nezávislosti byla neúspěšná, na některých plochách se uchytily jen suchomilné akácie. Zemědělská půda je navíc ohrožována občasnými přívalovými dešti, které jsou příčinou jejího smývání. Roční bilance srážek mezi 100-300 mm nedovolí vytvořit skutečnou řeku nebo jezero. Větší čas jsou koryta řek (riberias) suchá.
Klima vykazuje pouze malé sezónní rozdíly teplot v rozmezí mezi 20 a 32 °C, extrémně vzácné srážky a obvyklý je zde silný vítr od severovýchodu.
Ostrov obklopují dlouhé pláže se světlým pískem.